# Kemin Palloseura
Kemin Palloseura (svenska "Kemi Bollklubb), vanligen endast KePS, är en idrottsförening från Kemi i Lappland, bildad 1932. KePS spelade i högsta serien i fotboll 1984-1989 och slutade som bäst trea 1985. Laget nådde även final i Finska cupen 1986 men förlorade finalmatchen mot RoPS. Sedan 1999 bildar KePS ett gemensamt representationslag - Kemi Kings - tillsammans med Kemin Pallotoverit-85 och Visan Pallo. KePS bedriver dock fortsatt junior- och ungdomsverksamhet.